# Rezerwat przyrody Skarpa Storczyków
Rezerwat przyrody „Skarpa Storczyków” – leśny rezerwat przyrody położony w południowo-zachodniej Polsce, w Pradolinie Głogowskiej, w woj. dolnośląskim, na obszarze Natura 2000 PLH020018 „Łęgi Odrzańskie” SOO.

## Położenie
Administracyjnie rezerwat znajduje się w województwie dolnośląskim, w powiecie lubińskim, w gminie Rudna (niewielki fragment na zachodnim krańcu leży w gminie Grębocice, w powiecie polkowickim). Jest położony na Obniżeniu Milicko-Głogowskim, w północno-środkowej części Pradoliny Głogowskiej, na zachód od zabudowań miejscowości Orsk, w leśnictwie Orsk, w obrębie leśnym Tymowa (Nadleśnictwo Lubin).

## Charakterystyka
„Skarpa Storczyków” stanowi objęty ochroną rezerwatową fragment stromej, poprzecinanej wąwozami, zalesionej skarpy Pradoliny Głogowskiej, ograniczającej po lewej stronie starorzecze Odry, między Trzęsowem i Orskiem.
Rezerwat został utworzony w 1994 roku Zarządzeniem Ministra Ochrony Środowiska, Zasobów Naturalnych i Leśnictwa z dnia 31 grudnia 1993 roku (M.P. z 1994 r. nr 5, poz. 43). Jest to rezerwat o powierzchni 65,17 ha, w tym 45,13 ha podlega ochronie ścisłej. Został utworzony w celu zachowania ze względów naukowych i dydaktycznych zbiorowiska lasów liściastych ze stanowiskami chronionych i rzadkich gatunków roślin, w tym kruszczyka połabskiego.
W rezerwacie rośnie unikatowy starodrzew złożony z sześciu zespołów leśnych: kwaśnej i żyznej buczyny niżowej, grądu, łęgu przystrumieniowego i jesionowo-olszowego oraz kwaśnej dąbrowy, położonych na malowniczej skarpie poprzecinanej wąwozami. W runie występuje rzadki storczyk – kruszczyk połabski, oraz inne rośliny chronione: paprotka zwyczajna, wiciokrzew pomorski, berberys zwyczajny, lilia złotogłów, pajęcznica gałęzista, kokoryczka wonna, bluszcz pospolity, konwalia majowa oraz grzyby chronione: purchawica olbrzymia, soplówka gałęzista, szmaciak gałęzisty, sromotnik bezwstydny.
Z rzadkich gatunków ptaków na terenie rezerwatu gnieździ się: bocian czarny, siniak, dzięcioł zielony, muchołówka białoszyja, trzmielojad.
Zachodni kraniec rezerwatu obejmuje mały fragment starorzecza Odry, głębokiego terenu o kolistym kształcie i wodno-bagiennym środowisku, w którym występuje kotewka orzech wodny oraz grzybienie białe. Kotewka orzech wodny umieszczona jest w Polskiej Czerwonej Księdze Roślin i stanowi roślinę zagrożoną wymarciem.